# Vladimir Bogomolov
Pour les articles homonymes, voir Bogomolov.
Vladimir Ossipovitch Bogomolov (en russe : Влади́мир О́сипович Богомо́лов), né le 3 juillet 1924  dans le village de Kirillovka (Moscou) et mort le 30 décembre 2003 à Moscou, est un écrivain soviétique. Il est notamment l’auteur de la nouvelle Ivan (en russe : Иван) parue en 1957, adaptée au cinéma par Andreï Tarkovski sous le titre L'Enfance d'Ivan.

## Biographie
Le 4 novembre 1967, l'écrivain reçoit l'ordre de l'Insigne d'honneur pour les scénarios des films Zossia (ru) et L'Enfance d'Ivan.